# Cristian Stellini
Cristian Stellini (* 27. April 1974 in Busto Arsizio) ist ein ehemaliger italienischer Fußballspieler und heutiger -trainer.

## Spielerkarriere
Cristian Stellini begann seine Karriere im Jahr 1992 bei Novara Calcio, für dessen Mannschaft er seine ersten Einsätze in der vierthöchsten Spielklasse absolvierte. Zwei Jahre später unterzeichnete der Abwehrspieler beim Drittligisten SPAL Ferrara. Dort etablierte er sich sogleich als wichtiger Bestandteil des Teams und sicherte sich einen Stammplatz. 1996 wechselte Stellini zu Ternana Calcio, mit denen er innerhalb von zwei Jahren von der viertklassigen Serie C2 in die Serie B aufstieg. Auch bei seiner folgenden Station Como Calcio konnte er erneut mehrere Erfolge verbuchen und stieg innerhalb von zwei Jahren mit der Mannschaft von der Serie C1 in die Serie A auf.
Nach einer Spielzeit in der höchsten Spielklasse wurde der Höhenflug jedoch gestoppt und die Mannschaft stieg wieder in die Serie B ab. Der Abwehrspieler unterzeichnete daraufhin beim FC Modena, bei dem er jedoch nur sporadisch eingesetzt wurde. Im Januar 2004 verkauften ihn diese an den damaligen Zweitligisten CFC Genua. Er schloss die Spielzeit 2004/05 mit den Genuesen auf dem ersten Rang in der Serie B ab und wäre somit wieder in die höchste Liga aufgestiegen. Aufgrund Spielmanipulationen wurde der Verein jedoch zum Zwangsabstieg in die Serie C1 verurteilt. Innert zwei Jahren, in denen Stellini regelmäßige Einsätze erhielt, gelang die Rückkehr in die Serie A.
Im Sommer 2007 entschloss sich der Verteidiger den Verein zu verlassen und einigte sich danach mit der AS Bari auf eine Zusammenarbeit. Nachdem die Saison 2007/08 mit einer Platzierung im Tabellenmittelfeld geendet hatte, gelang ein Jahr später mit den Apuliern der Aufstieg in die höchste Spielklasse. Zum Saisonende 2009/10 wurde sein Vertrag nicht verlängert.

## Trainerkarriere
2010/11 wurde Christian Stellini technischer Assistent von Antonio Conte bei der AC Siena in der Serie B. Conte trainierte Stellini die Saison zuvor bei der AS Bari.
Zu Beginn der Saison 2011/12 wechselte Stellini, wieder als technischer Assistent von Antonio Conte, zu Juventus Turin. Am 6. August 2012 trat Stellini zurück, da er in einem Skandal um Spielmanipulation verwickelt war.
Von 2015 bis 2017 war Christian Stellini Trainer der Primavera-Mannschaft vom CFC Genua.
Zu Beginn der Saison 2017/18 übernahm er als Cheftrainer die US Alessandria Calcio, wo er jedoch am 20. November 2017 wieder entlassen wurde.
Zur Saison 2019/20 wurde Stellini Co-Trainer von Antonio Conte bei Inter Mailand. Am 27. Mai löste er seinen Vertrag bei den Nerazzurri auf.
Im November 2021 folgte Stellini seinem ehemaligen Chef Conte als Co-Trainer zu Tottenham Hotspur. Am 26. März 2023 wurde Conte entlassen und Stellini zum vorübergehenden Cheftrainer ernannt. Nach nur vier Spielen und einer 1:6-Niederlage bei Newcastle United wurde er von seinen Aufgaben entbunden und durch Co-Trainer Ryan Mason ersetzt.
Zur Saison 2024/25 übernahm Stellini zusammen mit Conte das Traineramt bei der SSC Neapel.